# Cerwolframat
Cerwolframat ist eine anorganische chemische Verbindung des Cers aus der Gruppe der Wolframate.

## Gewinnung und Darstellung
Cerwolframat kann durch Reaktion von Cer(III)-nitrat mit Natriumwolframat gewonnen werden.
Es kann auch durch Reaktion von Wolfram(VI)-oxid mit Cerdioxid bei Temperaturen um 1500 °C gewonnen werden. 
{\displaystyle \mathrm {4\ CeO_{2}+6\ WO_{3}\longrightarrow 2\ Ce_{2}(WO_{4})_{3}+O_{2}} }
Im System Ce2O3-WO3 wurden acht Phasen mit den Zusammensetzungen 3Ce2O3·WO3, 3Ce2O3·2WO3, α-Ce2O3·WO3, β-Ce2O3·WO3, α-Ce2O3·2WO3, β-Ce2O3·2WO3, Ce2O3·3WO3 und 2Ce2O3·9WO3 gefunden. Hiervon sind die Hochtemperatur-Phasen (β) metastabil.

## Eigenschaften
Cerwolframat ist ein weißlicher geruchloser Feststoff, der praktisch unlöslich in Wasser ist. Er besitzt eine monokline Kristallstruktur, die isotyp zu der von Europiumwolframat ist mit der Raumgruppe C2/c (Raumgruppen-Nr. 15) (a = 7,813, b = 11,720, c = 11,586, β = 109,36°, Z = 4).